# Gmina Fairfield (hrabstwo Buena Vista)

Położenie Gminy Fairfield w hrabstwie Buena Vista

Gmina Fairfield (ang. Fairfield Township) – gmina w USA, w stanie Iowa, w hrabstwie Buena Vista. Według danych z 2000 roku gmina miała 951 mieszkańców.